# ソファラ州
ソファラ州（Sofala província）は、モザンビーク共和国の中部にある州である。かつては西隣のマニカ州と1つの州であった（マニカ・ソファラ州＝Manicca E Sofala província）。面積は68,018km2、人口は1,516,166人（2002年）。州都は、モザンビーク第二の都市、ベイラ（Beira）である。

## 地理
州全体が平坦で、北西部に山地がある。北部のテテ州及びザンベジア州との州境にザンベジ川、中部にブジ川、南のイニャンバネ州との境にはサヴェ川が流れ、東のモザンビーク海峡（インド洋）に注ぐ。

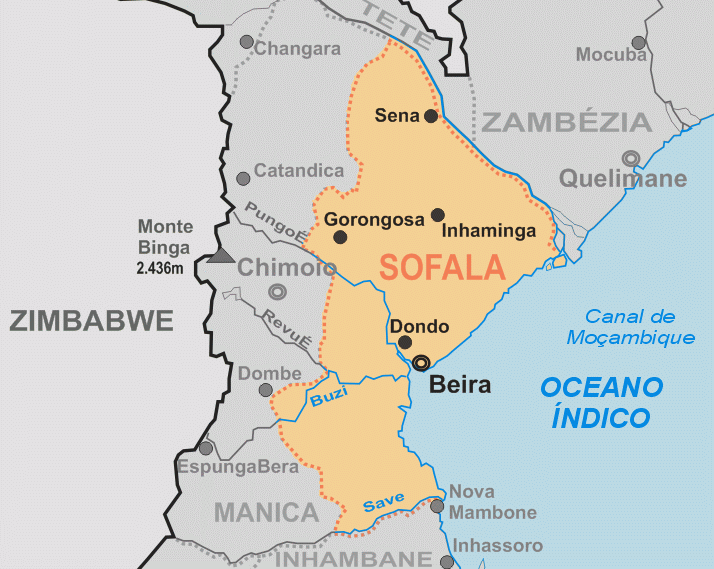
ソファラ州の地図

## 下位行政区画
- ベイラ
- ブジ郡（英語版）
- カイア郡（英語版）
- シェンバ郡（英語版）
- シェリンゴマ郡（英語版）
- シババーヴァ郡（英語版）
- ドンド郡（英語版）
- ゴロンゴーザ郡（英語版）
- マロメウ郡（英語版）
- マシャンガ郡（英語版）
- マリングエ郡（英語版）
- ムアンザ郡（英語版）
- ニャマタンダ郡（英語版）